# Sultprisen
Sultprisen (dt. Der „Hunger“-Preis) ist ein norwegischer Literaturpreis, der seit 1998 vom Verlagshaus Gyldendal Norsk Forlag vergeben wird. Mit ihm werden junge, herausragende Autoren ausgezeichnet. Er ist nach dem Roman „Sult“ (dt. „Hunger“) von Knut Hamsun benannt. „Hunger“ ist der Erstlingsroman Hamsuns, mit dem er seinen literarischen Durchbruch schaffte.
Der Preis war im Jahr 2019 mit 250.000 Kronen (rund 25.000 Euro) dotiert.

## Preisträger
- 1998: Johnny Halberg
- 1999: Hanne Ørstavik
- 2000: Thure Erik Lund
- 2001: Øyvind Rimbereid
- 2002: Trude Marstein
- 2003: Tone Hødnebø
- 2004: Nils-Øivind Haagensen
- 2005: Pedro Carmona-Alvarez
- 2006: Steinar Opstad
- 2007: Kyrre Andreassen
- 2008: Carl Frode Tiller
- 2009: Gunnhild Øyehaug
- 2010: Ingrid Storholmen
- 2011: Gaute Heivoll
- 2012: Ingvild H. Rishøi
- 2013: Eirik Ingebrigtsen
- 2014: Alfred Fidjestøl
- 2015: Lars Petter Sveen
- 2016: Johan Harstad
- 2018: Maria Parr
- 2020: Morten Langeland
- 2022: Maria Navarro Skaranger